# Ark‑La‑Tex

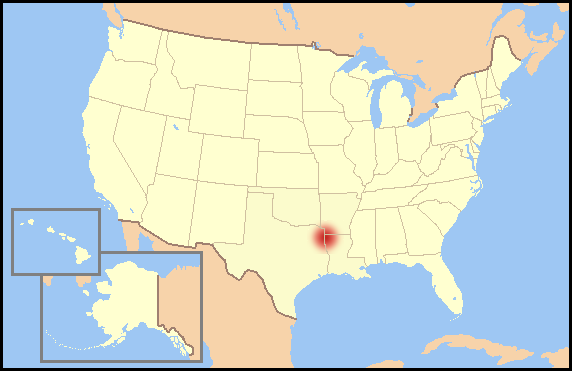
Poloha regionu Ark-La-Tex v rámci Spojených států

Ark-La-Tex, Arklatex, anebo ArkLaTex je americký socioekonomický region v místě, kde se spojují Arkansas, Louisiana, Texas, a Oklahoma. Obvyklý název je taky Arklatexoma. Není to region který má přesně vymezené hranice. Centrum regionu je v metropolitní oblasti Shreveport/Bossier v severozápadní Louisianě, ačkoliv Marshall v severozápadním Texasu, Natchitoches v Louisianě a obě Texarkany, texaská i arkansaská jsou relativně samostatné oblasti. Většina regionu leží v geografickém regionu Piney Woods, ekoregionu hustých smíšených lesů. Lesy jsou přerušovány močály, které mají propojení s velkými vodními plochami, například jezero Caddo Lake, anebo řeka Red River.
Z texaské strany k regionu patří následující města: Atlanta, Athens, Bonham, Carthage, Clarksville, Crockett, Daingerfield, De Kalb, Gilmer, Hallsville, Henderson, Hooks, Jacksonville, Jefferson, Kilgore, Longview, Lufkin, Marshall, Mount Pleasant, Mount Vernon, Nacogdoches, Naples, New Boston, New London, Omaha, Paris, Pittsburg, Scottsville, Sulphur Springs, Tatum, Texarkana, Tyler, Waskom.